# Tadrart (bergskedja)
Tadrart (Tadrārt Akākūs) är en bergskedja vid gränsen mellan Libyen och Algeriet. Den ligger i den västra delen av Libyen, 900 km söder om huvudstaden Tripoli.